# Грюн, Фридерика
Фридерика Грюн (нем. Friederike Grün; 14 июня 1836, Мангейм, Великое герцогство Баден, Германский союз — январь 1917) — немецкая оперная певица (сопрано).

## Биография
Родилась 14 июня 1836 года в Мангейме, Германский союз. Начала учиться музыке у мангеймского придворного капельмейстера Винценца Лахнера.
В 1857 году начала выступать в хоре Мангеймской оперы. В 1862 году подписала первый сольный контракт с Франкфуртской оперой, затем в 1863—1864 годах пела в Кёльнской опере, в 1864—1866 годах в Касселе, в 1866—1869 годах в Берлинской королевской опере.
Сделала перерыв для совершенствования своего мастерства в Милане у Франческо Ламперти. В сезоне 1870—1871 годах вернулась на сцену в Штутгартской опере, затем пела в Венской придворной опере, вновь Мангейме и Франкфурте, Болонье и Кобурге. В 1876 году по приглашению Рихарда Вагнера приняла участие в первой полной постановке «Кольца Нибелунга» на Байройтском фестивале (1876), исполнив, в частности, партию Фрики в «Валькирии»; позднее Грюн участвовала также в лондонских концертных гастролях Вагнера. Лучшими партиями Грюн были Норма в одноимённой опере Винченцо Беллини, Леонора в «Фиделио» Бетховена, Агата в «Вольном стрелке» Вебера, Рашель в «Жидовке» Фроманталя Галеви.
В 1877 году Грюн оставила сцену и поселилась с мужем, российским пианистом немецкого происхождения Логином Задлером, в Санкт-Петербурге, изредка продолжала выступать в концертах под фамилией Грюн-Задлер (Grün-Sadler).
Умерла в январе 1917 года в Мангейме.